# Rodd

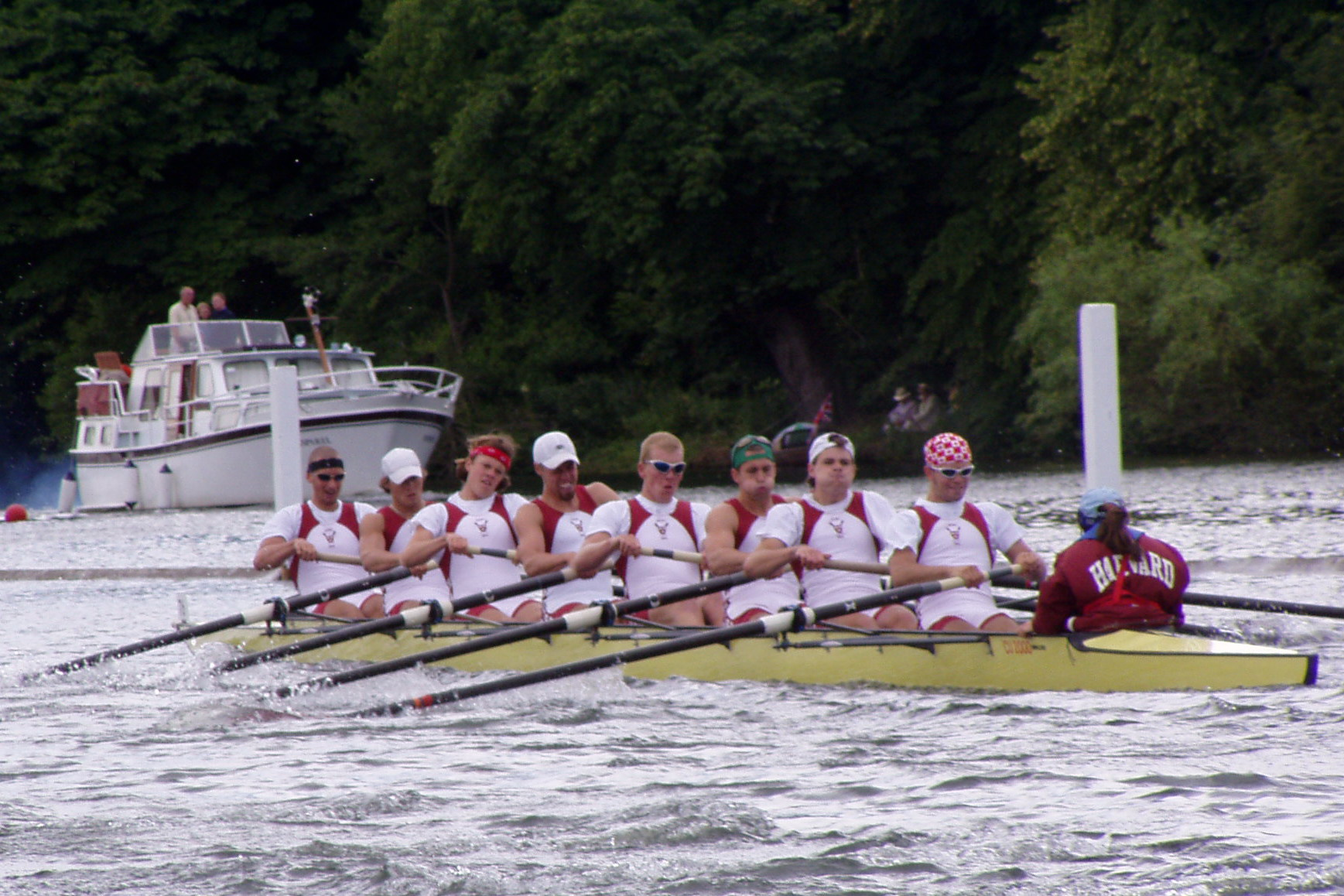
Rodd, åtta plus styrman

Rodd är ett sätt att få en båt att ta sig framåt med åra eller åror. Ror gör man oftast med två åror, men i tävlingsrodd med flera roddare, och i historien med farkoster som var för breda att ros med dubbla åror, har man rott med en åra per roddare. Används bara en då man är ensam i båten kallas det för att vricka, eller i dagligt tal att "ro enkelåra" och görs akterut.

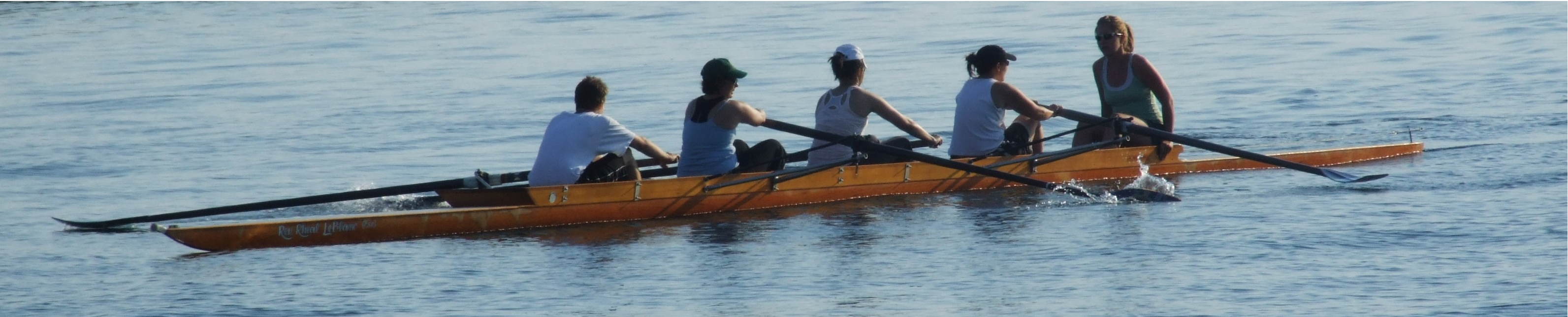
Fyra med styrman

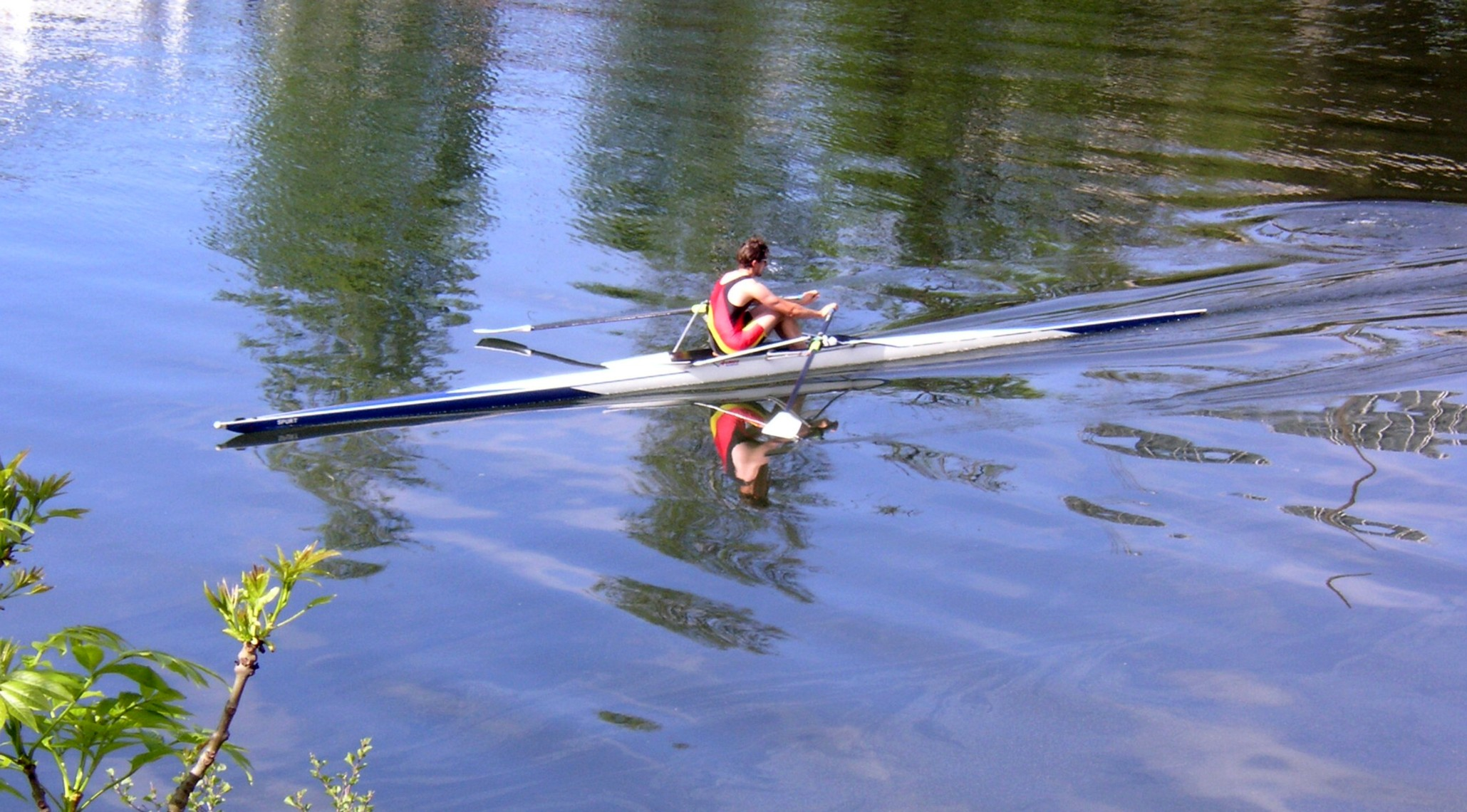
Singelsculler

Den internationella roddsporten organiseras av Internationella roddförbundet, World Rowing, tidigare Fédération Internationale des Sociétés d'Aviron (FISA). Det finns två tävlingsformer i rodd: Regattor samt flod- eller älvtävlingar.

## Regattor
Regattor har försöks- och uppsamlingsheat, semifinal och final på sjöar och floder. Distansen är 2000 meter för både herrar och damer. De viktigaste regattorna är rodd vid olympiska sommarspelen, världsmästerskapen och  Henleyregattan som emellertid är en relativt speciell tävling som avgörs i "dueller". Den mest prestigefulla regattan utanför mästerskapen är regattan på Rotsee i Luzern i Schweiz. Rotsee är närmast perfekt lämpad för tävlingsrodd då den dels är precis lagom stor, dels ligger i en gryta vilket gör att vinden mycket sällan når ner till vattnet. Förhållandena är därför oftast idealiska och rättvisa. Många anser det svårare att vinna i Luzern än vid VM då flera deltagare från samma nation får delta.
I OS tävlar herrarna i åtta klasser. En del har en styrman, en så kallad cox, andra inte. Saknas styrman styrs båten antingen med årorna eller av en av roddarna, som med hjälp av en vajer manövrerar rodret med fötterna. Den roddare som sitter längst akterut kallas stroke och bestämmer takten, till exempel 32 eller 35 årtag i minuten. Fyra av klasserna är parårsbåtar (scullers). Det betyder att roddarna har två åror vardera: singelsculler (1 roddare), två klasser i dubbelsculler (2 roddare) och scullerfyra (4 roddare). Övriga fyra klasser är enkelårsbåtar: tvåa utan styrman, fyra utan styrman och åtta med styrman. Damerna tävlar i sex OS-klasser: singelsculler, dubbelsculler, scullerfyra, tvåa utan styrman och åtta med styrman.

## Tävlingar och rekord
I flod- eller älvtävlingar (engelska head) finns inga banor dragna. Den mest berömda älvtävlingen är The Boat Race mellan Oxford och Cambridge. En speciell form av roddsport är kyrkbåtsrodd som har sitt starkaste fäste i Siljan.
Sedan 1952 har Göta Älvrodden anordnats mellan Kungälv och Göteborg. Göta älvsrodden en av Europas längsta långlopp i Europa med en sträckning av 20 kilometer. Huvudklassen är åtta med styrman men det finns utrymme även för andra båtklasser, exempelvis inneriggare, tiohuggare och färing. Inspirationen för Göta älvrodden kom från The Boat Race.
Framförallt mellan universitetslag i Cambridge och Oxford har även tävlingsformen bumps förekommit sedan 1815. Flera lag med åttor startar loppet uppradade längsmed floden med en och en halv båtslängds mellanrum. En dagsetapp vinns genom att komma ikapp båten framför, eller genom att ro hela banan utan att bli ikapprodd. Formatet är delvis en nödvandighet på grund av de relativt smala floderna i städerna, som begränsar möjligheten att tävla sida vid sida.
Luleåbon Peder Åström blev förste svensk att ro över Atlanten 2010. Han rodde 466 mil på 91 dagar från Teneriffa till Dominica.

## Historik och utbredning

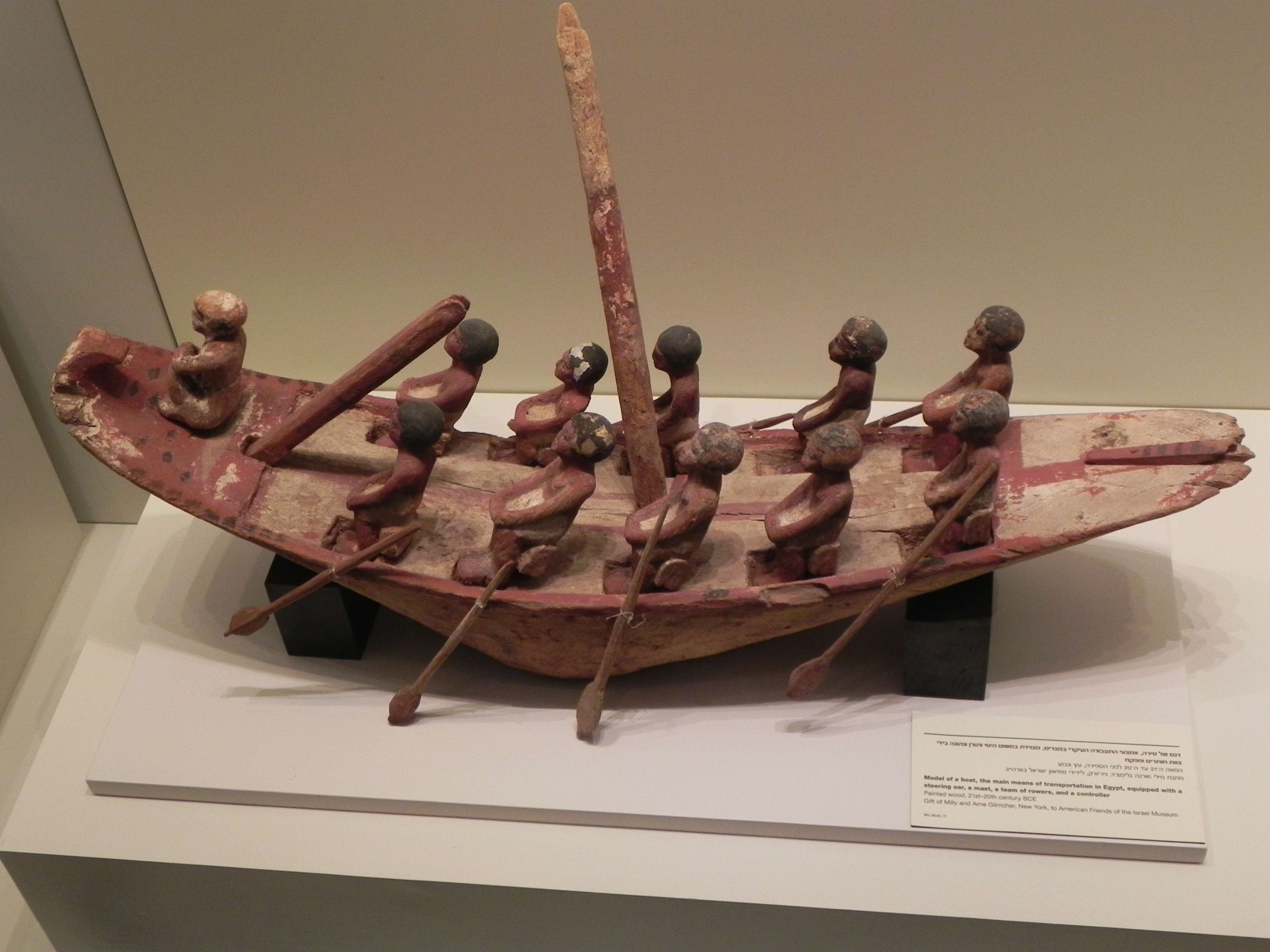

Den moderna roddsportens ursprungsland är England. De berömda roddtävlingarna på Themsen mellan lag från Cambridge och Oxford har anor ända från år 1829. Internationella roddförbundet grundades 1892 och året därefter hölls det första Europamästerskapet. Rodd har varit med på de olympiska spelens program sedan det första spelet i modern tid 1896. Sir Steven Redgrave är roddsportens störste. Han vann guld i rodd i fem olympiska spel i rad och har utsetts till Storbritanniens störste olympiske idrottsman genom tiderna. Danmark har skördat stora framgångar i sporten och Danmarks näst främste olympier genom tiderna, efter seglaren Paul Elvström, är roddaren Eskild Ebbesen med tre olympiska guld och ett olympiskt brons. Han blev världsmästare sex gånger.

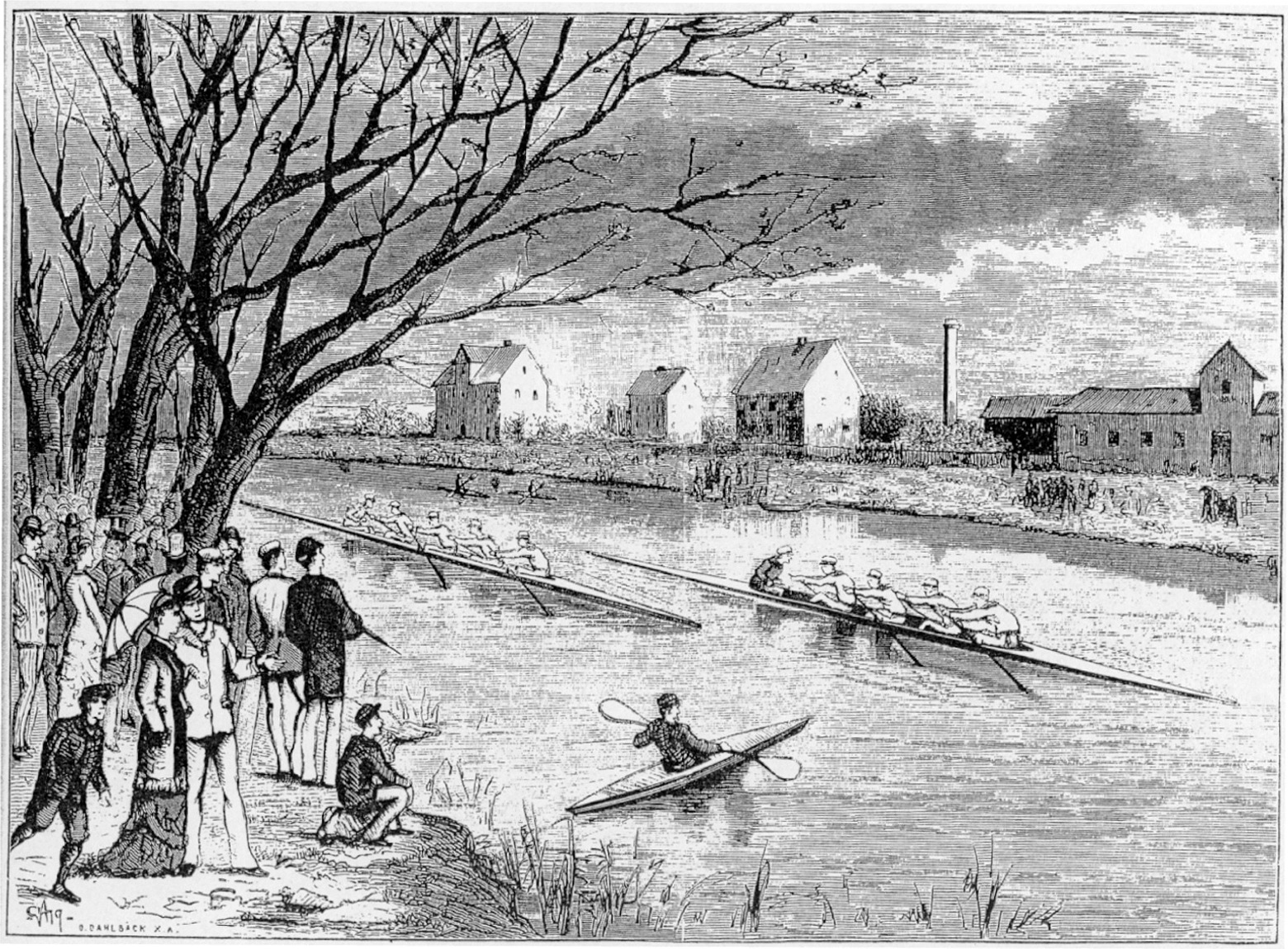
Studentrodd på Fyrisån 1879

Till Sverige kom roddsporten i mitten av 1800-talet. Den 16 december 1851 bildades i Göteborg Götheborgs Ro-Club av F.W. Duff och åtta andra. Vid Uppsala universitet bildades 1877 Stockholms nations roddsektion och man införskaffade en inriggad 4+. Året efter bildade Göteborgs nation en roddsektion och även de införskaffade en inriggad 4+. En roddtränare kom även att anställas vid Stockholms nation. Vid denna tid fanns fem roddklubbar i Sverige inklusive de två i Uppsala. Den 18 februari 1880 övergick "Götheborgs Ro-Club" till beteckningen Göteborgs roddklubb och en helt ny klubb skapades med säte på Hisingen i Göteborg. Göteborgs roddklubb är i nutid en av Sveriges äldsta och mest anrika roddklubbar. Den 27 november 1904 bildades Svenska Roddförbundet. Det första svenska mästerskapet i rodd arrangerades 1905 i Stockholm.

## Svensk rodd
Roddklubbar och verksamhet samlas under Svenska roddförbundet. 
I Sverige utförs regattor i olympisk rodd (2000 meter) vid: Magelugnen i Farsta, Hjelmsjön i Örkelljunga, Rådasjön i Mölndal samt Ryrsjön i Lilla Edet.
Älvtävlingar genomförs exempelvis vid: Göta älvrodden på Göta älv, Head of Fyris på Fyrisån.
Framstående svenska roddtränare är Johan Flodin, Thor Nilsen och "Gus" Eriksen.